# Nacho Novo
Ignacio Javier Gómez Novo, dit Nacho Novo est un footballeur espagnol né le 26 mars 1979 à Ferrol. Il occupait le poste d'attaquant et est principalement connu pour ses saisons aux Rangers.
Depuis 2014, il est membre du Hall of Fame des Rangers.

## Biographie
En 2001, il s'engage pour le club de D2 écossaise de Raith Rovers. Il inscrit son premier but le 4 août 2001 contre Airdrieonians FC. Il marque 18 buts en championnat et malgré ses bonnes performances, le club est relégué en fin de saison. Il décide alors de s'engager avec le club de Scottish Premier League de Dundee pour 150000 euros (£100,000). Il joue son premier match le 3 août 2002 contre Heart of Midlothian (1-1) et inscrit ses deux premiers buts deux semaines plus tard contre Dunfermline (victoire 4-2). Il inscrit 7 buts en championnat et Dundee termine 6e et se qualifie pour la Coupe UEFA. Il débute en Coupe d'Europe le 14 août 2003 contre le club albanais Vllaznia Shkodër en marquant 1 but (victoire 2-0). Le club est finalement éliminé au tour suivant par Pérouse (0-1 puis 1-2). Cette saison est relativement aboutie, il inscrit 25 buts, toutes compétitions confondues, et termine deuxième meilleur buteur de Scottish Premier League (19 buts) derrière Henrik Larsson.
En juillet 2004, il est alors recruté par les Glasgow Rangers pour 500 000 euros (£450,000) et quatre saisons. Les recrutements de joueurs comme Dado Pršo, Jean-Alain Boumsong et Grégory Vignal montrent une équipe ambitieuse qui atteint le titre de champion en mai 2005, notamment grâce au duo d'attaque Pršo-Novo qui inscrit 37 buts (18 pour Dado Pršo et 19 pour Novo). En début de saison suivante, il se fracture le cinquième métatarse lors d'un match contre Heart of Midlothian, ce qui handicape son début de saison. À son retour de blessure, l'équipe a des difficultés et recrute Kris Boyd en janvier 2006. Son association avec Dado Pršo pousse l'Espagnol sur le banc, d'autant qu'il ne marque que deux buts en championnat.
Lors de l'été 2006, l'entraîneur change et Paul Le Guen arrive à Glasgow. L'entraîneur français ne compte pas sur lui et le club le propose à Coventry. Le transfert ne se fait pas et il reste en Écosse. N'entrant pas dans les plans de l'entraîneur, il ne joue pas en équipe première pendant trois mois mais les blessures et ses bonnes performances avec l'équipe réserve forcent Paul Le Guen à le rappeler. Le 19 octobre 2006, il prend sa revanche en marquant un but décisif dans la victoire 3-2 contre Livourne en Coupe UEFA. Il continue à jouer régulièrement après que Walter Smith ait remplacé Paul Le Guen en janvier 2007. En 2007, les signatures de Jean-Claude Darcheville et Daniel Cousin le poussent sur le banc des remplaçants en début de saison. Malgré son statut batard entre titulaire et remplaçant, il réussit quelques performances comme un doublé dans le Old Firm contre le Celtic (3-0) où le but égalisateur contre le Panathinaikos en fin de match de Coupe UEFA. Il prolonge son contrat de deux saisons en décembre 2007 en privilégiant la stabilité dans un club qu'il fréquente depuis 2004. En mai 2008, il entre à la 77e minute de la finale de la Coupe UEFA perdue 0-2 contre le Zénith Saint-Pétersbourg.
Depuis 2008, il envisage de prendre la nationalité écossaise car il joue en Écosse depuis huit ans et peut obtenir son passeport britannique. Son cas fait grand bruit outre-Manche, tout comme les cas Mikel Arteta et Manuel Almunia qui veulent jouer avec la sélection anglaise. Quelques jours plus tard, le président de la Fédération écossaise (SFA) réfute l'idée d'accepter le joueur en sélection du chardon.
En mai 2009, une semaine après avoir gagné le championnat d'Écosse, il donne la victoire en Coupe d'Écosse d'une volée de 30 mètres face à Falkirk (1-0).
Le 29 novembre 2009, une enquête est ouverte à son encontre pour avoir baissé son short à la fin du match Aberdeen-Rangers. Il « risque une sanction judiciaire et une sanction disciplinaire des instances sportives ».
En fin de contrat avec les Rangers, il signe en mai 2010 à Gijón pour deux saisons.
Le 12 février 2014, il rejoint Carlisle United.

## Statistiques
| Club           | Saisons | Championnat | Championnat | Coupe  | Coupe | Coupe de la Ligue | Coupe de la Ligue | Coupe d'Europe | Coupe d'Europe | Scottish Challenge Cup | Scottish Challenge Cup | Total  | Total |
| Club           | Saisons | Matchs      | Buts        | Matchs | Buts  | Matchs            | Buts              | Matchs         | Buts           | Matchs                 | Buts                   | Matchs | Buts  |
| -------------- | ------- | ----------- | ----------- | ------ | ----- | ----------------- | ----------------- | -------------- | -------------- | ---------------------- | ---------------------- | ------ | ----- |
| Raith Rovers   | 2001-02 | 33          | 18          | 1      | 0     | 2                 | 1                 | 0              | 0              | 1                      | 1                      | 38     | 20    |
| Raith Rovers   | Total   | 33          | 18          | 1      | 0     | 2                 | 1                 | 0              | 0              | 1                      | 1                      | 38     | 20    |
| Dundee         | 2002-03 | 36          | 7           | 6      | 2     | 1                 | 0                 | 0              | 0              | 0                      | 0                      | 43     | 9     |
| Dundee         | 2003-04 | 35          | 19          | 2      | 1     | 3                 | 1                 | 4              | 4              | 0                      | 0                      | 44     | 25    |
| Dundee         | Total   | 71          | 26          | 8      | 3     | 4                 | 1                 | 4              | 4              | 0                      | 0                      | 87     | 34    |
| Rangers        | 2004-05 | 35          | 19          | 1      | 0     | 4                 | 3                 | 8              | 3              | 0                      | 0                      | 48     | 25    |
| Rangers        | 2005-06 | 24          | 2           | 2      | 0     | 1                 | 0                 | 5              | 1              | 0                      | 0                      | 32     | 3     |
| Rangers        | 2006-07 | 28          | 5           | 1      | 0     | 2                 | 1                 | 8              | 4              | 0                      | 0                      | 39     | 10    |
| Rangers        | 2007-08 | 28          | 10          | 4      | 2     | 3                 | 2                 | 14             | 3              | 0                      | 0                      | 49     | 16    |
| Rangers        | 2008-09 | 29          | 5           | 3      | 2     | 4                 | 2                 | 2              | 0              | 0                      | 0                      | 38     | 9     |
| Rangers        | 2009-10 | 35          | 6           | 4      | 1     | 4                 | 1                 | 6              | 1              | 1                      | 0                      | 49     | 9     |
| Rangers        | Total   | 179         | 47          | 16     | 5     | 18                | 8                 | 43             | 12             | 1                      | 0                      | 257    | 72    |
| Sporting Gijón | 2010-11 | 0           | 0           | 0      | 0     | 0                 | 0                 | 0              | 0              | 0                      | 0                      | 0      | 0     |
| Sporting Gijón | Total   | 0           | 0           | 0      | 0     | 0                 | 0                 | 0              | 0              | 0                      | 0                      | 0      | 0     |
| Carrière       |         | 283         | 91          | 25     | 8     | 26                | 11                | 55             | 19             | 2                      | 1                      | 382    | 126   |

Statistiques au 22/05/2010

## Palmarès
- Championnat d'Écosse :
  - Champion en 2005, 2009 et 2010 (Glasgow Rangers).
  - Vice-champion en 2007 et 2008 (Glasgow Rangers).
- Vainqueur de la Coupe d'Écosse en 2009 (Glasgow Rangers).
- Vainqueur de la Coupe de la Ligue écossaise en 2005, 2008 et 2010 (Glasgow Rangers).
- Finaliste de la Coupe de l'UEFA en 2008 (Glasgow Rangers).
- Élu Joueur du mois de novembre 2004